# Torbensen Motor Car Company
Torbensen Motor Car Company, vorher V. V. Torbensen Company und Torbensen Gear Inc., war ein US-amerikanischer Hersteller von Kraftfahrzeugen und Teilen. Andere Quellen verwenden die Firmierung Torbensen Gear Company.

## Unternehmensgeschichte
Viggo V. Torbensen stammte aus Dänemark. In den USA war er zunächst für die De Dion-Bouton Motorette Company und Searchmont Motor tätig. 1901 gründete er die V. V. Torbensen Company in Newark in New Jersey. Er stellte Fahrzeugteile her. Noch im gleichen Jahr zog er nach Bloomfield, änderte die Firmierung in Torbensen Gear Inc. und konzentrierte sich auf die Fertigung von Getrieben. 1902 begann zusätzlich die Produktion von Automobilen. Der Markenname lautete Torbensen.
1905 erfolgte die nächste Umfirmierung in Torbensen Motor Car Company. Eine andere Quelle nennt dafür exakt den 27. März 1905. Der Schwerpunkt lag trotzdem weiterhin auf Getrieben. Die Fertigung von Motoren kam dazu. 1906 endete die Produktion von Personenkraftwagen und 1911 die von Nutzfahrzeugen.
Am 25. Oktober 1911 wurde die Torbensen Gear & Axle Company als Nachfolgegesellschaft gegründet, die später zur Eaton Corporation wurde.

## Fahrzeuge
1902 entstand mindestens ein kleiner Runabout, dem bis 1905 einige Fahrzeuge unbekannter Größe folgten.
1905 gab es ein Modell mit einem selbst entwickelten Sechszylindermotor. Er war luftgekühlt und leistete 28 PS. Der Aufbau war ein offener Tourenwagen.
Daneben wurde ein Lieferwagen gefertigt. Er hatte einen Dreizylindermotor mit 14 PS Leistung.